# Ryszard Długołęcki
Ryszard Długołęcki (ur. 1933) – polski lekarz, himalaista, uczestnik wypraw wysokogórskich, publicysta i tłumacz literatury pięknej oraz naukowej.

## Życiorys
Jest absolwentem I Liceum Ogólnokształcącego im. Jana Kasprowicza w Inowrocławiu, Następnie wyjechał do Warszawy, gdzie ukończył studia na Wydziale Lekarskim Akademii Medycznej. Specjalizuje się w medycynie wysokogórskiej, obecnie związany z Bydgoszczą. 
W 1967 był uczestnikiem II polskiej wyprawy alpinistyczno-naukowej w Wysoki Atlas. Uczestniczył również w wyprawach m.in. w Karakorum i Himalaje. Ogłosił pięć przekładów dramatów Shakespeare’a: Hamleta (2013), Makbeta (2018), Króla Leara (2019), Ryszarda III (2020) i Sen nocy letniej (2022). 
Na początku lat 90. należał do partii Ruch Obywatelski Akcja Demokratyczna.

## Ważniejsze przekłady z literatury angielskojęzycznej
- Julian Hudson – Czarny Alert
- Julian Hudson – Kwestionariusz
- Ib Melchior – Kryptonim Grand Guignol
- Ib Melchior – Projekt Haigerloch
- Edmond Pope – Storpedowany
- William Szekspir – Hamlet, książę Danii (pod redakcją Dawida Junga), Bydgoszcz-Gniezno-Warszawa 2013

## Przekłady naukowe
- prof. Ian Greer – Ciąża
- praca zbiorowa – Niemowlę i Małe Dziecko